# День вышиванки в Беларуси
День вышиванки в Беларуси — праздник белорусской вышиванки, который прошёл путь от общественной инициативы до признания на государственном уровне. Праздник способствовал распространению белорусских национальных символов, языка и культуры. После появления праздника ряд белорусских компаний начал использовать национальные мотивы в продукции и рекламе. День вышиванки стали отмечать в различных городах Беларуси.

## История
5 октября 2014 года в Минске состоялся первый «День вышиванки» в формате фестиваля белорусской культуры. Инициаторами мероприятия выступили Symbal.by и «Арт Сядзіба», концепцию и формат разработал общественный активист и культурный менеджер Никита Бровка.
13 декабря 2014 года во Дворце искусств в Минске прошёл второй «День вышиванки». В рамках мероприятия была организована выставка традиционных и современных вышиванок, одежды и сувениров от молодежных брендов, а также изделий ремесленников и мастеров.
После этого «День вышиванки» прошёл в Бобруйске, лицее Белорусского государственного университета и Барановичском районе.
В январе 2016 года постановлением Совета Министров Республики Беларусь № 51 был утверждён план мероприятий, приуроченных к Году культуры, в который впервые был включён «День вышиванки».
2 июля 2016 года в центре Минска «День вышиванки» был официально проведён при поддержке Белорусского республиканского союза молодёжи, Министерства культуры и Минского городского исполнительного комитета. В программе мероприятия были дефиле «Под флагом с вышиванкой», раздача ленточек с народным орнаментом, показ костюмов с элементами вышивки и эстрадный концерт.
С 2016 года «День вышиванки» ежегодно проводится не только в Минске, но и в других городах Беларуси.

## Организация
Организаторами первых мероприятий выступали общественные инициативы Symbal.by и «Арт Сядзіба». В дальнейшем в проведение официальных мероприятий были вовлечены государственные структуры, включая Министерство культуры, Минский городской исполнительный комитет и Белорусский республиканский союз молодёжи. Также «День вышиванки» для аккредитованных в Беларуси посольств проводило Министерство иностранных дел.

## Значение
Праздник сыграл роль в популяризации национальной белорусской символики, традиционной одежды и культурных ценностей среди широкой аудитории. Он способствовал росту интереса к традиционной белорусской культуре и стимулировал использование национальных орнаментов в современной моде и сувенирной продукции.